# Raúl Baena
José Raúl Baena Urdiales, né le 2 mars 1989 à Torrox en Espagne, est un footballeur espagnol. Il évolue au poste de milieu de terrain à l'Atromitos FC.